# Royal Bafokeng Stadium
Royal Bafokeng Stadium är en anläggning för fotboll, friidrott och rugby i Phokeng, nära Rustenburg i Sydafrika. Den är hemmaplan för fotbollslaget Platinum Stars och rugbylaget Leopards. Inför världsmästerskapet i fotboll 2010 utökades kapaciteten till 38 646 åskådare .

## Evenemang
- Fifa Confederations Cup 2009 - tre gruppmatcher och bronsmatchen
- Världsmästerskapet i fotboll 2010 - fem gruppmatcher och en åttondelsfinal